# Asalto a los acorazados Cabral y Lima Barros
El asalto a los acorazados Cabral y Lima Barros fue una acción naval en el transcurso de la Guerra de la Triple Alianza, en donde los acorazados brasileños Cabral y el Lima Barros fueron abordados en las proximidades de Humaitá por 8 canoas paraguayas disfrazadas de camalotes con 288 hombres a bordo. 
Esta operación que fue trazada por Francisco Solano López, tenía como objetivo la captura de los dos acorazados para forzar el alejamiento de la flota imperial de las aguas del río Paraguay, esa retirada le permitiría a López tomar iniciativa para contraatacar. La acción que fue comandada por el capitán Ignacio Genes, se presentó en la madrugada del 2 de marzo, aprovechando la ausencia de la luna.
Las canoas venían navegando unidas por un cabo de a pares con 20 varas de separación entre sí, de modo que atracasen al costado de los buques por la misma corriente. La sorpresa permitió a los atacantes apoderarse de la cubierta de los encorazados Lima Barros y Cabral, cuyos tripulantes se encerraron en las torres, pero no tardaron en intervenir las corbetas Brasil y Herval ametrallando las cubiertas ocupadas. Los paraguayos se retiraron tras sufrir 150 bajas. Los brasileños tuvieron 40 bajas, entre ellas la muerte del capitán de mar y guerra Joaquim Rodrigues da Costa. Fue también herido su comandante, el capitán de fragata Garcindo.

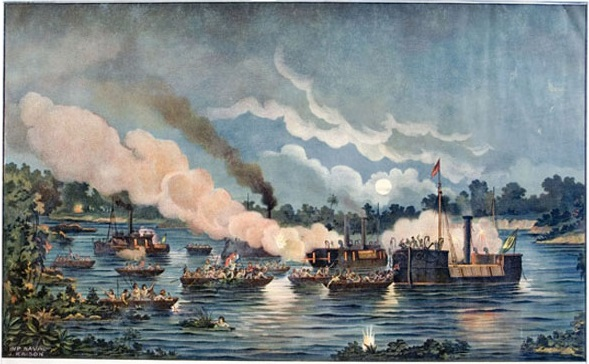
Abordaje a los acorazados Cabral y Lima Barros (Julio Raison).
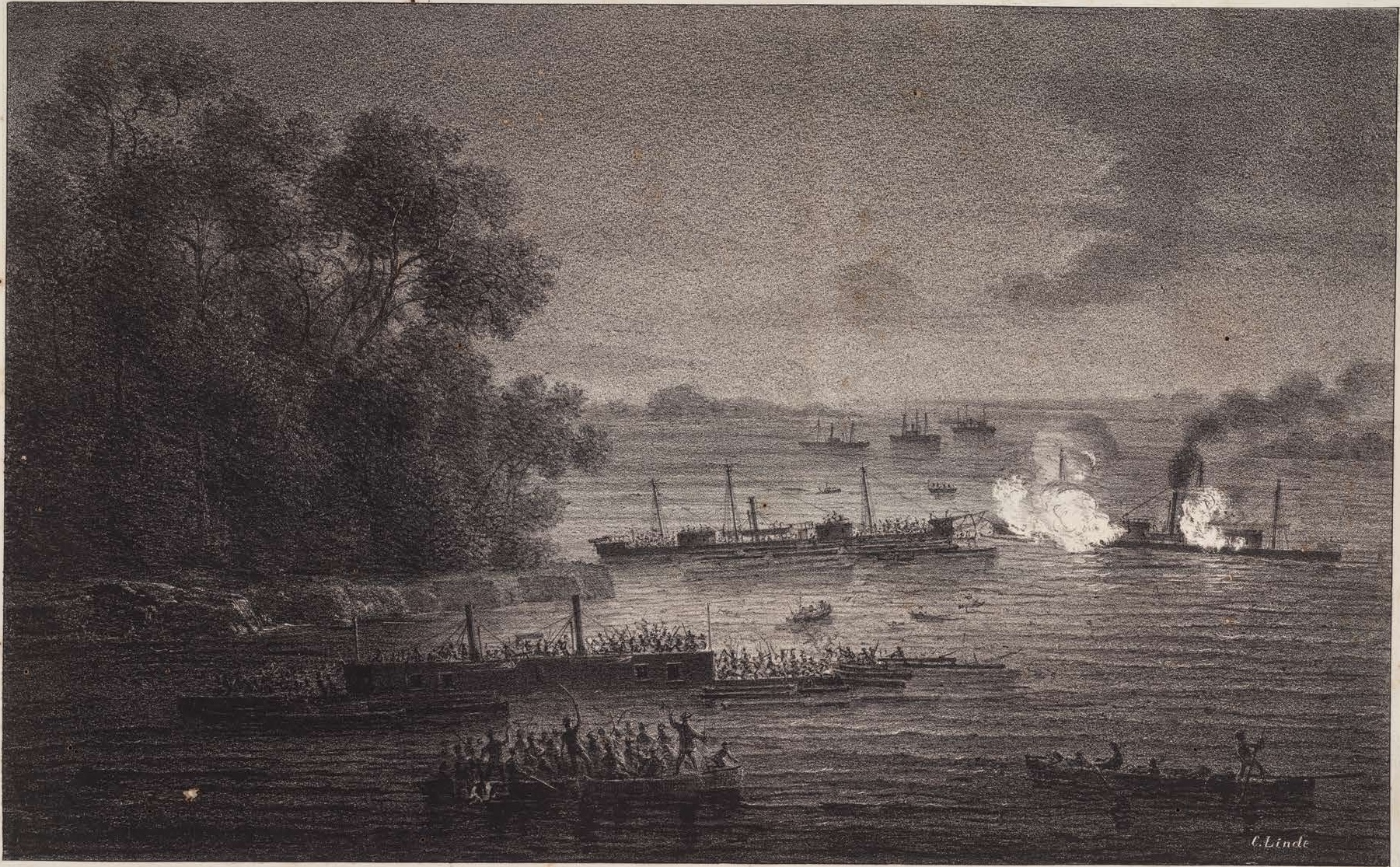
Asalto a los acorazados Lima Barros y Cabral (Carlos Linde).